# RV Platessa
Le RV Platessa (RV en anglais : Research Vessel) est un navire océanographique halieutique exploité par le ministère de l'Agriculture, de la Pêche et de l'Alimentation-Direction des pêches entre 1946 et 1967, désormais connu sous le nom de Centre des sciences de l'environnement, des pêches et de l'aquaculture (Royaume-Uni).    

## Historique
Le RV Platessa était basé au port de Lowestoft et avait été commandé à l'origine par l'Amirauté parmi les 81 navires de pêche à moteur (MFV) de la classe "1501" au cours de la Seconde Guerre mondiale. Les bateaux de pêche à moteur étaient de petites embarcations en bois, construites en grand nombre pendant la guerre pour être utilisées comme annexes d'un grand navire.
Construit en tant que MFV 1576 par East Anglian Constructors à Oulton Broad, il a été commandé le 26 février 1944, mais n’a pas été achevé à la fin du temps de guerre. Les essais ont commencé en avril 1946 et le ministère de l'Agriculture et des Pêches (Royaume-Uni) l'a mis au service comme coque non finie et l'a converti en un navire de recherche pour la pêche. Il était adapté à porter un chalut à tribord. Les travaux du RV Platessa étaient répartis entre la coopération avec le RV Sir Lancelot dans le cadre de l'enquête sur la pêche au hareng dans l'est de l'Angleterre, les enquêtes sur les populations de plie, le comptage de la plie, des expériences de maillage et des tests comparatifs de pêche. 
En 1967, le RV Platessa est rendu au ministère de la Défense (Royaume-Uni). Après 20 ans de service, il est remplacé par le RV Corella. En 1968, le RV Platessa a été vendu à des propriétaires privés. Après avoir sombré à Hamilton Dock, Lowestoft, en 1975, il a finalement été transféré au lake Lothing (en), où il repose pendant de nombreuses années. Le 19 août 2015, il a été enregistré comme étant encore existant dans le lac Lothing. D'après l'examen des images de Google Earth, il semble qu'il continue d'exister sous la forme d'épave dans le bassin central.

### Service en tant que navire de recherche sur la pêche
Le RV Platessa (LT205) a été en service au ministère de l'Agriculture, des Pêcheries et de l'Alimentation (Royaume-Uni) d'avril 1946 à juin 1967, au cours duquel il a participé à plus de 473 campagnes de recherche. Il était principalement confiné au sud de la mer du Nord, mais avec des incursions occasionnelles dans la mer d’Irlande et la Manche, en particulier dans les années 1960. 
Le RV Platessa (LT205) était essentiellement consacré à la recherche sur le hareng de la mer du Nord et la plie de la mer du Nord. Ces travaux comprenaient le marquage de plus de 12.000 plies au cours des années 1950 et de 7.000 au cours des années 1960. En outre, un grand nombre de plies marquées ont été relâchées au large de la côte du Cumberland, en 1949 et 1950.
En août 1951, le RV Platessa a détecté des échos sonores sur une vaste zone au large de Whitby, à l'aide d'un sondeur Marconi. Ils ont été découverts à une profondeur correspondant à celle d'un thermocline pointu, et de petits merlans d'environ 3 pouces de long. De grandes méduses, des larves de harengs et de lançons ont été capturées avec un chalut pélagique à la profondeur de la trace. 
En 1950, le RV Platessa participait à des levés comparatifs du hareng aux côtés du RV Clupea. Le RV Clupea avait été mis en service en août 1948 et partagé avec le laboratoire d'Aberdeen du ministère de l'Intérieur écossais, travaillant la moitié de l'année à Aberdeen et l'autre à Lowestoft. Cet arrangement dura jusqu'en 1952, date à laquelle le RV Clupea fut affecté à plein temps aux scientifiques d'Aberdeen. 
Au cours des premières campagnes de recherche à bord du RV Platessa (dans les années 1940), les scientifiques ont utilisé un disque Secchi pour évaluer la pénétration de la lumière (turbidité) dans le sud de la mer du Nord. Récemment, des scientifiques du Cefas ont redécouvert 469 mesures de profondeur historiques de Secchi dans des journaux de relevés collectés en 1931, 1937, 1946-1950 et 1968. Ces mesures historiques ont révélé que la «profondeur de sechhi» était beaucoup plus profonde (et donc que l'eau était plus transparente) dans le passé par rapport à aujourd'hui, et donc que la mer du Nord est devenue beaucoup plus turbide. 
Le Suffolk Record Office détient une photo intitulée "navire de contrôle Platessa LT 205 dans le port de Lowestoft après avoir été escorté par l'embarcation de sauvetage Gorleston Khami, après une fuite alors qu'il travaillait dans la région de Smiths Knoll" datée du 5 octobre 1968 (après avoir quitté le service du MAFF).

## Navires du Cefas
| - RV Huxley (1899-1902) - SY Hildegarde et SY Hiawatha (1912–1914) - SS Joseph & Sarah Miles (1920–1922) - RV George Bligh (1921–1939) - RV Onaway (1930-1960) - RV Ernest Holt (1946–1971) - RV Sir Lancelot (1947–1960) | - RV Tellina (1960–1981) - RV Clione (1961–1988) - RV Corella (1967–1983) - RV Cirolana (1970–2003) - RV Corystes (1988–2003) - RV Cefas Endeavour (2003–présent) |